# Armand Salacrou
Armand Camille Salacrou, född 9 augusti 1899 i Rouen, död 23 november 1989 i Le Havre, var en fransk dramatiker.

## Biografi
Salacrou tillbringade större delen av sin barndom i Le Havre, och flyttade till Paris 1917. Han studerade medicin och filosofi och var intresserad av sociala problem, och han umgicks i socialistiska och kommunistiska kretsar. Även om han hade en strikt politisk medvetenhet, som manifesterades i allt hans arbete, lämnade han kommunistpartiet och anslöt sig till en surrealistisk grupp. 
Salacrou var ägare till en lönsam reklambyrå, men sålde den för att ägna sin tid åt att skriva pjäser. Uppmuntrad av Charles Dullin, skrev han i ett brett spektrum av stilar och hade stora framgångar från mitten av 1930-talet. Hans senare verk brukar grupperas med hos existentialisterna.

## Författarskap
I sina tidigaste skådespel utgick han från surrealismen, men hans första pjäs, Le Casseur d'assiettes (1925) är påverkad av alla hans politiska influenser. Senare pjäser som Atlas-Hotel (1931), L'Archipel Lenoir (1949) och Boulevard Durand (1961) är mera psykologiserande, men ofta försökte han med en djärv burlesk form ge intryck av tillvarons absurditet.
Han var medlem av Académie Goncourt, och ett bibliotek i hans hemstad är uppkallat efter honom.